# Maria Chludzińska-Józefowicz
Maria Concetta Chludzińska-Józefowicz (ur. 27 listopada 1894 w Smoleńsku, zm. 15 kwietnia 1936 w Warszawie) – polska pielęgniarka Czerwonego Krzyża. Jedna z najbardziej zasłużonych na polu pielęgniarskim postaci z czasów I wojny światowej i międzywojennej epoki.

## Młodość
Pochodziła ze starej ziemiańskiej rodziny na Białej Rusi (córka Władysława Chludzińskiego i Emmy z domu Paulucci). W młodocianym wieku poświęciła się w majątku rodzinnym na Witebszczyźnie pracy społecznej wśród włościan; w Dreźnie doskonaliła się w muzyce, uczęszczając jednocześnie na kursy Czerwonego Krzyża

## Działalność jako sanitariuszka
Przed wojną jeszcze ukończyła wyższe kursy sanitarne (m.in. szkołę pielęgniarek w Wenecji), a z jej wybuchem, nie mogąc wrócić do kraju, jako sanitariuszka Włoskiego Czerwonego Krzyża, udała się na front i tam pracowała z zapałem, niezwykłą odwagą i poświęceniem. Za wstawiennictwem między innymi księżnej D’Aosta (głównej inspektorki Włoskiego Czerwonego Krzyża), po ukończeniu z odznaczeniem kursów sanitarnych przyjęta została do służby sanitarnej w wojsku. Wkrótce otrzymała srebrny medal za ratowanie chorych i rannych, których wynosiła na własnych barkach z palącego się szpitala. Brała udział w pamiętnej bitwie nad Isonzo. Po dziesięciu dniach jej trwania, na posterunku oddział austriacki (mimo konwencji genewskiej) aresztował ją pod zarzutem szpiegostwa (Polka na włoskiej służbie) i umieścił w podziemnych kazamatach twierdzy w Lublanie.
Otrzymała wiele odznaczeń, a między nimi pierwsza jako kobieta wojenny medal włoski: „Medaglia d’argento al valore” oraz najwyższą międzynarodową medal dla pielęgniarek Medal Florence Nightingale, który jedna z pierwszych w czasie wojny otrzymała. Po powstaniu Polski wróciła do wolnej ojczyzny, którą wkrótce czekała wojna z bolszewikami. Jako sanitariuszka, udała się na front, aby nieść pomoc żołnierzowi polskiemu, oraz walczyć z epidemią tyfusu na Wołyniu. Z nastaniem pokoju, została wydelegowana z Polski do Londynu na roczny międzynarodowy kurs dla pielęgniarek, który ukończyła w 1921 r. W Krakowie z pomocą Amerykańskiego Czerwonego Krzyża organizowała roczne kursy dla pielęgniarek. W 1922 r. przyjechała do Warszawy i razem z Polskim Czerwonym Krzyżem i przedstawicielką Amerykańskiego Czerwonego Krzyża, miss Helen Bridge, współdziałała w zorganizowaniu „Zawodowej szkoły pielęgniarek”. Po otwarciu Warszawskiej Szkoły Pielęgniarstwa została zatrudniona jako instruktorka i pracowała w tejże szkole od 1 maja 1922 r. do 14 kwietnia 1923, oraz jako instruktorka w placówkach szpitalnych szkolenia praktycznego

## Śmierć
Zmarła na Starym Mieście w Warszawie. Pozostawiła po sobie owdowiałego męża Wacława Józefowicza. Pochowana została w grobowcu na warszawskich Powązkach z Alojzym Chludzińskim (dziadkiem), rodzonym bratem bł. Celiny Borzęckiej. Na płycie nagrobnej widnieje napis: MARIA CONCETTA CHLUDZIŃSKA SIOSTRA CZERWONEGO KRZYŻA WŁOSKIEGO I POLSKIEGO.